# Jorge Rodríguez-Gerada
Jorge Rodríguez-Gerada (Santa Clara, 5 de febrer de 1966) és un artista contemporani que va néixer a Cuba i va créixer als Estats Units. La seva obra és majoritàriament en espais urbans a gran escala. Va ser membre fundador del moviment novaiorquès culture jamming de la dècada del 1990, treballant primer amb el grup Artfux i després amb Cicada Corps of Artists, realitzant intervencions amb contingut social sobre cartelleres i anuncis publicitaris en l'espai públic.

## Trajectòria
El 2002, Rodríguez-Gerada es va traslladar a Barcelona on es va centrar en els dibuixos efímers a gran escala de carbó vegetal de la seva sèrie Identity. Des del 2009 ha estat comissari del Festival Avant Garde de Tudela.
Complementàriament a la sèrie Identity, portà a terme The Identity Composite Series. Amb l’ajut de la Universitat Autònoma de Barcelona, que desenvolupà un programa d’algoritmes, fou capaç de crear la cara composta de la demografia d'una ciutat basada en múltiples exploracions facials en 3D. El 2010 va crear un Identity Composite per a Badalona mitjançant l'escaneig 3D de 34 cares dels 34 barris diferents de la ciutat.
Per a commemorar el desè aniversari de la mort de l'arquitecte Enric Miralles, Rodríguez-Gerada va crear-ne un retrat amb sorra el 2010.